# Gheorghi Bliznașki
Gheorghi Bliznașki (bulgară Георги Близнашки; n. 4 octombrie 1956, Skravena, Botevgrad, Sofia, Bulgaria) este un om politic bulgar, membru al Parlamentului European în perioada ianuarie - mai 2007 din partea Bulgariei. Din 2009, este profesor.